# Enfermedad de Milroy
La enfermedad de Milroy o linfedema congénito es una enfermedad hereditaria rara del sistema linfático (linfedema) caracterizada por la dificultad del drenaje de los vasos linfáticos.

## Signos de la enfermedad
Aparece una hinchazón generalizada de la zona en cuestión que empeora en las épocas de calor, cuando se ha mantenido el miembro colgado sin apoyo o antes de la menstruación en las mujeres.
Rara vez existe un signo visible de la lesión cutánea.

## Tratamiento
El tratamiento consiste en llevar una media o vendaje apretado y tomar precauciones contra las infecciones cutáneas, porque cualquier lesión residual se vería aumentada por la hinchazón.
Las operaciones de extirpación de los tejidos hinchados rara vez tienen éxito.